# Seleuc V Filomètor
Seleuc V Filomètor (en grec antic Σέλευκος Ε΄ ὁ Φιλομήτωρ que vol dir Seleuc l'estimat de la mare) fou rei selèucida del 126 aC al 125 aC.
Era el fill gran de Demetri II Nicàtor i de Cleòpatra Thea. L'any 126 aC, al moment de conèixer la mort de Demetri II, es va cenyir la corona reial en oposició a Alexandre II Zabinas, però la seva mare Cleòpatra Thea que havia matat a Demetri, es va indignar de que s'hagués proclamat rei sense reconèixer la seva autoritat i va buscar la manera de matar-lo. Sembla que Cleòpatra Thea va matar també al seu fill quasi immediatament i va proclamar rei a un altre fill que es va anomenar Antíoc VIII Grif, però alguns autors li atribueixen un mandat d'un any.